# Pryteria albiapicalis
Pryteria albiapicalis là một loài bướm đêm thuộc phân họ Arctiinae, họ Erebidae.